# Еллісон Джоллі
Еллісон Джоллі (англ. Allison Jolly, 4 серпня 1956) — американська яхтсменка.
Олімпійська чемпіонка 1988 року в класі 470.